# Montmotier
Montmotier é uma comuna francesa na região administrativa de Grande Leste, no departamento de Vosges. Estende-se por uma área de 4,24 km². Em 2010 a comuna tinha 42 habitantes (densidade: 9,9 hab./km²).